# 고척근린공원
고척근린공원(高尺近隣公園, Gocheok Nieghborhood Park)은 대한민국 서울특별시에 있는 공원 및 스포츠 시설이다. 토사 필드가 갖춰진 경기장이며, 1989년에 준공되었다.

## 참고 문헌
- “고척근린공원”. 구로구청.
- “고척근린공원”. 《서울생활체육포털》. 서울특별시청.
- 〈고척근린공원〉. 《디지털구로문화대전》. 한국학중앙연구원.
- 〈고척근린공원〉. 《대한민국 구석구석》. 한국관광공사.
- 《2023 전국 공공체육시설 현황 (2022년 12월말 기준)》. 대한민국 문화체육관광부. 2024.